# Tập đoàn Singer

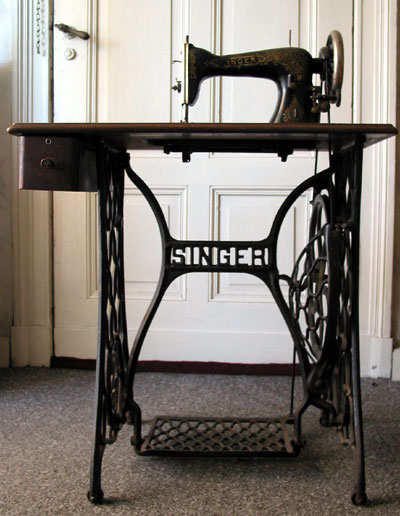
Một mẫu máy may bàn đạp của Singer

Tập đoàn Singer là một nhà sản xuất máy may của Hoa Kỳ, thành lập vào năm 1851 với tên gọi I. M. Singer & Co. bởi Isaac Merritt Singer cùng với luật sư Edward Clark. Tập đoàn nổi tiếng nhiều nhất vì chuyên sản xuất máy may, nó được đổi tên thành Công ty sản xuất SINGER vào năm 1865, đến năm 1963 thì đổi tên thành Công ty Singer. Singer có trụ sở đặt tại La Vergne, Tennessee gần Nashville.